# Legen Beltza
Legen Beltza är ett thrash/death metal-band startat år 1998 i Guipúzcoa (Baskien i norra Spanien). Under sin karriär har de släppt fyra studioalbum, som blev presenterade via lokala turner. På det sättet blev LB ett av Spaniens viktigaste metalband lokalt. Det som gjorde dem ännu viktigare var uppträdanden tillsammans med Iron Maiden, Slayer, Testament, Dream Theater och Nightrage.
Deras musik är snabb och aggressiv, via tunga och starka riff och långa gitarrsolon. Bandet är även känt för att vara starka och mäktiga under sina spelningar. Bandet splittrades 2012, men återförenades 2016.

## Medlemmar
Nuvarande medlemmar
- Xanti Rodríguez – basgitarr, sång
- Iván Hernández – trummor
- Joseba Azkue – gitarr
- Ekaitz Garmendia – gitarr

Tidigare medlemmar
- Antonio – trummor
- Edorta (Edorta Azkune Galparsoro) –  trummor

## Diskografi
Demo
- Ziztu bizian (1999)

Studioalbum
- Istorio triste bat (2001)
- Insanity (2003)
- Dimension of Pain (2006)
- Need to Suffer (2010)

Singlar
- Fucking Dawn of the Dead (2008)

Samlingsalbum
- Total Insanity (2005)